# Toshiyuki Miyama
Toshiyuki Miyama (jap. 宮間 利之, Miyama Toshiyuki; * 31. Oktober 1921 in Chiba; † 24. Mai 2016) war ein japanischer Jazzmusiker (Klarinette, Alt- und Tenorsaxophon, Flöte, Bassklarinette), der vor allem als Leiter seiner Bigband New Herd bekannt geworden ist.

## Leben
Toshiyuki Miyama wurde 1939 Mitglied des Orchesters der japanischen Kriegsmarine, in der er den Zweiten Weltkrieg verbrachte und an Bord vieler Schiffe spielte. Nach dem Krieg arbeitete er weiter als Berufsmusiker. 1950 gründete er seine Jazzband Jive Aces, mit der er vor allem in den Clubs der amerikanischen Besatzungsmacht auftrat.
1958 erweiterte Toshiyuki Miyama seine Jive Aces zum großformatigen Orchester, das er nun als New Herd weiterbetrieb. Die Band fungierte als Tanzorchester. Mitte der 1960er Jahre öffnete sie sich immer mehr dem Modern Jazz, auch beeinflusst durch die Bandarrangeure Kozaburo Yamaki und Hiroshi Takami. Mit dem Gastsolisten Masahiko Satō entstand das Album Perspective, das 1969 veröffentlicht und sehr erfolgreich war.
Aufgrund seiner Popularität konnte Toshiyuki in den 1970er Jahren mit seiner New Herd zahlreiche Alben veröffentlichen, die stilistisch heterogen waren und teilweise den Bereich des freien Jazz erkundeten, aber teilweise auch im Popjazz wurzelten. Auf einigen Alben (und auch bei Live-Auftritten) wurden Stars wie Thelonious Monk, Charles Mingus, Masahiko Togashi oder Stomu Yamashita begleitet. 1974 trat er mit seiner New Herd auf dem Monterey Jazz Festival mit Gastsolisten wie Dizzy Gillespie oder Mongo Santamaría auf. Im Folgejahr präsentierte Toshiyuki seine New Herd auf dem Newport Jazz Festival.
Seit den 1980er Jahren wurde es ruhiger um Toshiyuki Miyama, der mit seinem Orchester als Leader 23 Aufnahmen zwischen 1961 und 2005 eingespielt hat. Im Jahr 2000 feierte er in Konzerten den 50. Geburtstag seiner New Herd. Im selben Jahr wurde er mit dem „Kunstfestival-Exzellenz-Preis“ (Geijutsusai-yūshū-shō) des Kulturamtes geehrt.